# Masahiro Koga
Masahiro Koga (古賀 正紘?, Koga Masahiro; Fukuoka, 8 settembre 1978) è un ex calciatore giapponese, di ruolo difensore.